# Синагога в Суботице
Синагога в Суботице, городе у северной границы Сербии, — памятник архитектуры, яркий образец венгерского модерна. Вторая по вместимости синагога Европы, после Большой синагоги в Будапеште. Построена в 1902—1903 годах, когда Воеводина была под властью Австро-Венгрии, по проекту молодых будапештских архитекторов Дежё Якаба и Марцелла Комора, учеников Эдёна Лехнера, авторов множества красивых зданий в Суботице и соседнем Сегеде.
Новая синагога была возведена на месте старой на средства еврейской общины Суботицы, насчитывающей в начале XX века более 5 тысяч человек. Суботица — город на перекрёстке культур, здесь прослеживается влияние православной Сербии, католической Венгрии, протестантской Германии; есть османский, болгарский, греческий след. Архитекторам Якабу и Комору удалось воплотить в камне удивительное сочетание еврейской архитектурной традиции с венгерскими национальными мотивами и восточным колоритом.
В отличие от традиционных восточноевропейских синагог, отличающихся базиликальным строением с центральным нефом и проходами по бокам, синагога в Суботице возвестила XX век залитым светом просторным залом под высоким 40-метровым куполом. Архитекторы отказались от традиционных арок и сводов и поставили лёгкую купольную конструкцию на четыре пары стальных колонн.
Фасады и интерьеры синагоги в Суботице ярко декорированы. Стены, портал, увенчанный шестиконечной звездой купол, витражи в рокайлевых окнах оформлены цветочным орнаментом с тюльпанами, розами, гвоздиками, а также павлиньими перьями; расписной жолнайской керамикой.
В 2014—2018 годах здание синагоги было капитально отреставрировано на средства Венгрии и Евросоюза.